# Omikron Herculis
Omikron Herculis (ο Her) – gwiazda w gwiazdozbiorze Herkulesa (wielkość gwiazdowa 3,8m), odległa o 338 lat świetlnych od Słońca.

## Nazwa
Gwiazda miała dawniej nazwę własną Maasym, która wywodziła się od arabskiego ‏المعصم‎ ‏al Miʽṣam‎, co oznacza „nadgarstek”, i nawiązywała do położenia w wyobrażonej postaci Herkulesa. Nazwa ta jednak została przez Bayera przypisana gwieździe Lambda Herculis i przypisanie to utrwaliło się.

## Charakterystyka
Omikron Herculis to biała gwiazda typu widmowego B9,5. Jest klasyfikowana jako karzeł lub olbrzym, a najprawdopodobniej jest podolbrzymem. Gwiazda ma temperaturę określaną według różnych pomiarów na 8600–10 590 K. Przyjmując średnią wartość 9660 K można ocenić jej jasność na 296 razy większą niż jasność Słońca, a promień na 6,2 promieni Słońca. Masa gwiazdy jest 3,5 raza większa niż masa Słońca. Wiek gwiazdy jest oceniany na 240 milionów lat, zakończyła ona względnie niedawno syntezę wodoru w hel, a w przyszłości zakończy życie jako biały karzeł. W związku z szybką rotacją wokół osi Omikron Herculis jest spłaszczony, a z otaczającego go dysku materii emitowane jest promieniowanie. Jest to gwiazda zmienna typu Gamma Cassiopeiae, choć zmiany jasności są nieznaczne, rzędu dziesiątych części wielkości gwiazdowej.

## Widoczność
Obecnie Omikron Herculis jest gwiazdą o wielkości gwiazdowej 3,8m, widoczną gołym okiem, ale niespecjalnie wyróżniającą się jasnością. Jednak apeks Słońca, czyli punkt, w kierunku którego zdąża Słońce w ruchu wokół Centrum Galaktyki, znajduje się na niebie blisko tej gwiazdy. Oznacza to, że odległość między Układem Słonecznym a Omikron Herculis maleje, a jej obserwowana jasność rośnie. Według obliczeń opartych na pomiarach sondy Hipparcos, w okresie od 3,05 do 3,87 miliona lat w przyszłości Omikron Herculis stanie się najjaśniejszą (po Słońcu) gwiazdą ziemskiego nieba. Jej obserwowana wielkość gwiazdowa osiągnie −0,63m. Wiąże się to z faktem, że gwiazda zbliży się do Układu Słonecznego na odległość 44 lat świetlnych. Obecnie Syriusz i Kanopus są jaśniejsze, ale już trzeci co do jasności Arktur świeci słabiej. W czasie, kiedy Omikron Herculis osiągnie największą jasność widomą, Syriusz i Kanopus oddalą się od Słońca na tyle, że ich jasność będzie mniejsza.